# Nicanor Comerzan
Nicanor Comerzan a fost un politician moldovean, ales în Sfatul Țării. 

## Sfatul Țării
Nicanor Comerzan, de naționalitate moldovean, a fost ales de proletariatul organizat din Basarabia, după hotărârea Sfatului Țării din 11 mai 1918.